# Nicolás Medina
Nicolás Medina, född 28 mars 1987, är en chilensk fotbollsspelare som spelar i Curicó Unido. Han spelar som forward.

## Universidad de Chile
2006 gjorde Medina debut i Universidad de Chile. Den mest minnesvärda matchen som Medina gjorde i La U var matchen mot Coquimbo Unido 7 maj 2007 där han gjorde 2 mål för sitt lag.

## Landslagsspel
Förutom spel i den inhemska ligan med Universidad de Chile har det också blivit en del matcher med landslaget på U20-nivå (La Rojita). I Sudamericano Sub 20 2007 gjorde Medina totalt 5 mål för Chiles U20-lag. Dessutom har han gjort 4 mål till i vänskapsmatcher.

## Landslaget
I den sydamerikanska U20 2007 gjorde han 4 avgörande mål i turneringen, var en av chilenska lagets målskyttar och kvalificerade sig för världscupen i kategorin, där hans land slutade på tredje plats, tillsammans med spelare som Mauricio Isla, Arturo Vidal, Alexis Sánchez, Gary Medel och Jaime Grondona.

## U20-VM 2007
Nicolás Medina tog en tredje plats i U20-VM som spelades i Kanada 2007. Han gjorde två mål, ett mot Kanada och ett mot Kongo.